# Роудер-Рівер (округ, Монтана)
Шаблон:StateAbbr_ 45°23′ пн. ш. 105°38′ зх. д. / 45.38° пн. ш. 105.64° зх. д.
Округ  Роудер-Рівер (англ. Powder River County) — округ (графство) у штаті  Монтана, США. Ідентифікатор округу 30075.

## Історія
Округ утворений 1919 року.

## Демографія
За даними перепису 
2000 року 
загальне населення округу становило 1858 осіб, усе сільське.
Серед мешканців округу чоловіків було 916, а жінок — 942. В окрузі було 737 домогосподарств, 525 родин, які мешкали в 1007 будинках.
Середній розмір родини становив 2,99.
Віковий розподіл населення поданий у таблиці:
| Стать    | До 15 років | 15-21 | 22-29 | 30-39 | 40-49 | 50-65 | 65-85 | Понад 85 |
| -------- | ----------- | ----- | ----- | ----- | ----- | ----- | ----- | -------- |
| Чоловіки | 200         | 76    | 56    | 101   | 159   | 166   | 144   | 14       |
| Жінки    | 196         | 73    | 54    | 102   | 166   | 165   | 155   | 31       |

## Суміжні округи
- Кастер — північ
- Картер — схід
- Крук, Вайомінґ — південний схід
- Кемпбелл, Вайомінґ — південь
- Шеридан, Вайомінґ — південний захід
- Біґ-Горн — захід
- Роузбад — північний захід

## Виноски
1. ↑  US Decennial Census. US Census Bureau. Архів оригіналу за 12 травня 2015. Процитовано 29 листопада 2014.
2. ↑  Historical Census Browser. University of Virginia Library. Архів оригіналу за 11 серпня 2012. Процитовано 29 листопада 2014.
3. ↑  Population of Counties by Decennial Census: 1900 to 1990. US Census Bureau. Архів оригіналу за 22 вересня 2018. Процитовано 29 листопада 2014.
4. ↑  Census 2000 PHC-T-4. Ranking Tables for Counties: 1990 and 2000 (PDF). US Census Bureau. Архів оригіналу (PDF) за 18 грудня 2014. Процитовано 29 листопада 2014.
5. ↑  State & County QuickFacts. US Census Bureau. Архів оригіналу за 22 грудня 2015. Процитовано 16 вересня 2013.(англ.) Наведено за англійською вікіпедією.
6. ↑  American FactFinder. Бюро перепису населення США. Архів оригіналу за 26 лютого 2012. Процитовано 31 січня 2008.

| США | Це незавершена стаття з географії США. Ви можете допомогти проєкту, виправивши або дописавши її. |